# Click-to-donate site
Le principe du Click-To-Donate (Cliquer pour donner) est utilisé par quelques sites internet à but humanitaire, principalement anglophones. Au lieu d'inviter le visiteur à aider une cause en faisant un don pour organisme de bienfaisance ou une cause, le site lui propose de simplement cliquer sur un bouton pour donner sans débourser le moindre centime.
L'argent versé à l'organisation ne provient donc pas d'un don direct mais de l'affichage sur la page de don de bannières publicitaires d'annonceurs qui se sont engagés à reverser une certaine somme d'argent à chaque affichage.
Même s'ils ne contribuent pas directement (bien que de nombreux sites offrent des moyens supplémentaires de soutien), les visiteurs permettent donc de récolter des fonds.
Plusieurs organismes de bienfaisance ont lancé ce style de programme dans la fin des années 1990. Dans la plupart des cas, le don causé par chaque utilisateur ne représente que quelques centimes, mais le but est d'accumuler suffisamment de clics jusqu'à atteindre un montant important. De plus, ce genre de programme permet d'impliquer tous les internautes dans une cause humanitaire de manière très simple : aucune démarche officielle, aucun don nécessaire, aucune inscription. Juste un clic.

## Variantes
Le principe de base se résume à un bouton et des annonceurs pour récolter des fonds. Il est bien évidemment possible de faire varier ce système en se basant sur ces deux éléments nécessaires.
Ainsi, FreeRice met à disposition des visiteurs un quiz (en anglais). Chaque bonne réponse permet le don de l'équivalent de dix grains de riz. En plus d’entraîner des dons sans implication financière des visiteurs, ce site permet de sensibiliser le public à l'aide humanitaire.